# Горушка (Бокситогорский район)
Горушка — деревня в Большедворском сельском поселении Бокситогорского района Ленинградской области.

## История
Деревня Горушка Климантовского Колбежского погоста, упоминается в переписи 1710 года.

ГОРУШКА (ТАТАРСКАЯ-ГОРКА) — деревня Горушинского общества, прихода села Званы.  

Крестьянских дворов — 10. Строений — 15, в том числе жилых — 10. 

Число жителей по семейным спискам 1879 г.: 11 м. п., 12 ж. п.; по приходским сведениям 1879 г.: 11 м. п., 12 ж. п.

В конце XIX века — начале XX века деревня административно относилась к Большедворской волости 3-го земского участка 1-го стана Тихвинского уезда Новгородской губернии.

ГОРУШКА (ТАТАРСКАЯ) — деревня Горушинского общества, дворов — 8, жилых домов — 10, число жителей: 20 м. п., 29 ж. п.
 
Занятия жителей — земледелие, лесные заработки. Река Тихвинка. Часовня, мелочная лавка. (1910 год)

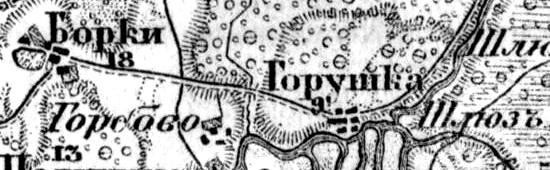
Деревня Горушка на карте 1913 года

Согласно карте Новгородской губернии 1913 года, деревня Горушка насчитывала 9 крестьянских дворов.
По данным 1933 года деревня Горушка входила в состав Борковского сельсовета Тихвинского района.
По данным 1966, 1973 и 1990 годов деревня Горушка входила в состав Большедворского сельсовета Бокситогорского района.
В 1997 году в деревне Горушка Большедворской волости проживали 12 человек, в 2002 году — 13 человек (русские — 92 %).
В 2007 году в деревне Горушка Большедворского СП проживали 5 человек, в 2010 году — 8.

## География
Деревня расположена в северо-западной части района близ места примыкания автодороги 41К-298 (Борки — Хитиничи) к автодороге 41К-283 (подъезд к дер. Борки).
Расстояние до административного центра поселения — 10 км.
Расстояние до ближайшей железнодорожной станции Большой Двор — 10 км.
Деревня находится на правом берегу реки Тихвинка.

## Демография
| 1997 | 2002 | 2007 | 2010 | 2017 |
| ---- | ---- | ---- | ---- | ---- |
| 5    | ↗15  | ↘5   | ↗8   | ↘4   |